# Красотка (фильм, 2014)
«Красотка» (хинди खूबसूरत, Khoobsurat) — индийский художественный фильм на хинди с элементами комедии и мелодрамы, вышедший 19 сентября 2014 года. Является ремейком одноимённого фильма 1980 года. Главные роли исполнили Сонам Капур и пакистанский актёр Фавад Хан, дебютировавший в Болливуде. В прокате получил статус «ниже среднего».

## Сюжет
Мили Чакраварти талантливый физиотерапевт, посещает королевскую семью, чтобы лечить больного короля, Шекхара Ратхор. Родом из семьи среднего класса, спонтанная девушка, она не собирается следовать строгим правилам, установленным властной хозяйкой дома Ратхор, Нирмалой Деви. По закону притяжения противоположностей, Мили встречает благородного и учтивого принца Викрама, и в её сердце расцветает любовь. Сможет ли Мили с её неуклюжим характером завоевать расположение этой семьи или она останется неподходящей партией для принца?

## В ролях
- Сонам Капур — Мили Чакраварти
- Фавад Хан — принц Юврадж Викрам Сингх Ратхор
- Кирон Кхер — Манджу Чакраварти
- Ратна Патхак — Нирмала Деви
- Аамир Раза — Шекхар Сингх Ратхор
- Адити Рао Хидари — Киара
- Симран Джехави — принцесса Дивья Ратхор
- Ашок Бантхия — Рам Севак
- Кайзад Котвал — Пратик Чакраварти
- Ришабх Чадха — Кабир Чакраварти
- Сириус Сахукар — Наушер Бандуквала
- Яшвант Сингх — махараджа Сурадж Ман Сингх

## Саундтрек
| №  | Название                       | Исполнители                 | Длительность |
| -- | ------------------------------ | --------------------------- | ------------ |
| 1. | «Engine Ki Seeti»              | Сунидхи Чаухан, Ресми Сатиш | 3:55         |
| 2. | «Abhi Toh Party Shuru Hui Hai» | Бадшах, Аста Гилл           | 2:59         |
| 3. | «Baal Khade»                   | Сунидхи Чаухан              | 3:59         |
| 4. | «Preet»                        | Даслин Роял                 | 5:03         |
| 5. | «Maa Ka Phone»                 | Прия Панчал, Маули Дейв     | 4:07         |
| 6. | «Naina»                        | Сона Мохапатра, Арман Малик | 3:45         |

## Критика
Bollywood Hungama дал фильму 2,5 звезды из пяти.

## Награды и номинации
- Stardust Award за лучшую женскую роль в комедии или мелодраме — Сонам Капур[3]
- Filmfare Award за лучшую дебютную мужскую роль — Фавад Хан[4]
- номинация Filmfare Award за лучшую женскую роль — Сонам Капур[5]
- номинация Filmfare Award за лучший женский закадровый вокал — Сона Мохапатра[англ.] («Naina»)[5]